# Vlag van Frankrijk
De huidige vlag van Frankrijk (Frans: drapeau de la France, in Frankrijk ook wel drapeau tricolore, drapeau bleu-blanc-rouge, drapeau français en soms le Tricolore genoemd) vertoont drie verticale banen: blauw aan de stok, wit in het midden en rood aan de andere kant. Deze vlag is de oudste verticale driekleur ter wereld.
De Tricolore dook tijdens de Franse Revolutie voor het eerst op, waarvan de revolutionairen werden beïnvloed door de horizontaal gestreepte rood-wit-blauwe vlag van Nederland. De kleuren waren ontleend aan de vlag van Parijs (rood en blauw) en de kleur van de koning (wit). De combinatie wordt meestal toegeschreven aan de Marquis de Lafayette. De oorspronkelijke vlag was echter het spiegelbeeld van de huidige: rood aan de stokkant. Tijdens de Eerste Republiek werd op 15 februari 1794 de huidige vlag ingevoerd.
Tijdens de Restauratie van de Bourbon-monarchie na de val van Napoleon in 1815, werd de tricolore vervangen door de vroegere witte vlag, bezet met gouden lelies. Sinds de revolutie van 1830, toen burgerkoning Lodewijk Filips aan de macht kwam, is de tricolore weer de nationale vlag.

## Ontwerp
De vlag voor gebruik op het land bestaat uit drie verticale banen van gelijke breedte. Omdat de witte baan lichter van kleur is dan de andere twee banen, lijkt hij breder. Om dit gezichtsbedrog teniet te doen, wordt de witte baan vaak iets smaller gemaakt dan de andere twee banen. Op onderstaande afbeelding en rechts is te zien dat het verschil in de breedte van de banen groot kan zijn. Deze vlag wordt voor televisie-uitzendingen gebruikt.

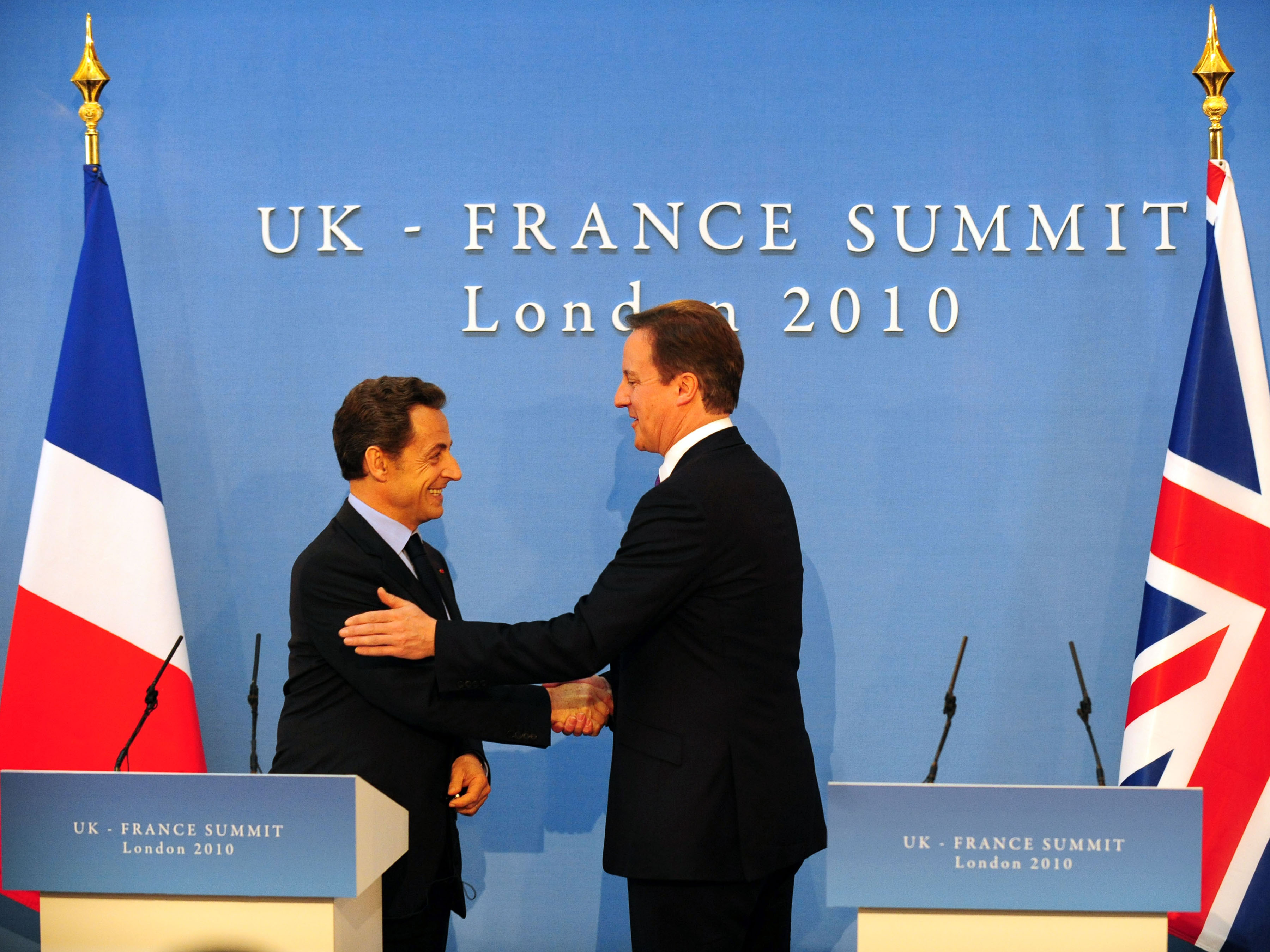
Gebruik in televisie-uitzending

De kleuren van de vlag zijn in de regeerperiode van president Giscard d'Estaing omstreeks 1976 gewijzigd. Het blauw is toen lichter (mariablauw) geworden. De kleuren van de Franse vlag zijn echter niet in een wet of voorschrift vastgelegd.
Op 14 november 2021 merkte een verslaggever van de radiozender Europe 1 op dat de regering van Macron in juli 2020 de donkerdere, pre 1975, variant (marineblauw) weer in gebruik had genomen op regeringsgebouwen en tijdens persmomenten. Emmanuel Macron bleek deze verandering uitsluitend om esthetische redenen te hebben doorgevoerd.

Weergave van de verandering van blauwe en rode tinten op de Franse vlag die tussen 1974 en 2020 in sommige protocollen werd gebruikt.

## Symboliek
Blauw en rood zijn de traditionele kleuren van Parijs en worden gebruikt in het stadswapen. Blauw wordt geïdentificeerd met Sint-Maarten, rood met Sint-Denijs. Bij de Bestorming van de Bastille in 1789 droeg de Parijse militie blauwe en rode kokardes op hun hoeden. Wit was al lang prominent aanwezig op Franse vlaggen en wordt door Lafayette beschreven als de "oude Franse kleur". Wit werd toegevoegd aan de "revolutionaire" kleuren van de militiecakade om het ontwerp te "nationaliseren" en zo de haan van Frankrijk te vormen. Hoewel Lafayette de witte streep identificeerde met de natie, identificeren andere verslagen het met de monarchie. Lafayette ontkende dat de vlag een verwijzing bevat naar de rood-witte livrei van de Hertog van Orléans. Desondanks namen de Orléanisten de driekleur over als hun eigen vlag.
Blauw en rood worden geassocieerd met de Maagd Maria, de beschermvrouwe van Frankrijk, en waren de kleuren van de oriflamme. De kleuren van de Franse vlag kunnen ook staan voor de drie belangrijkste standen van het Ancien régime (de geestelijkheid: wit, de adel: rood en de burgerij: blauw). Blauw, als symbool van de klasse, staat op de eerste plaats en rood, dat de adel vertegenwoordigt, op de laatste. Beide uiterste kleuren bevinden zich aan weerszijden van wit, wat verwijst naar een superieure orde.

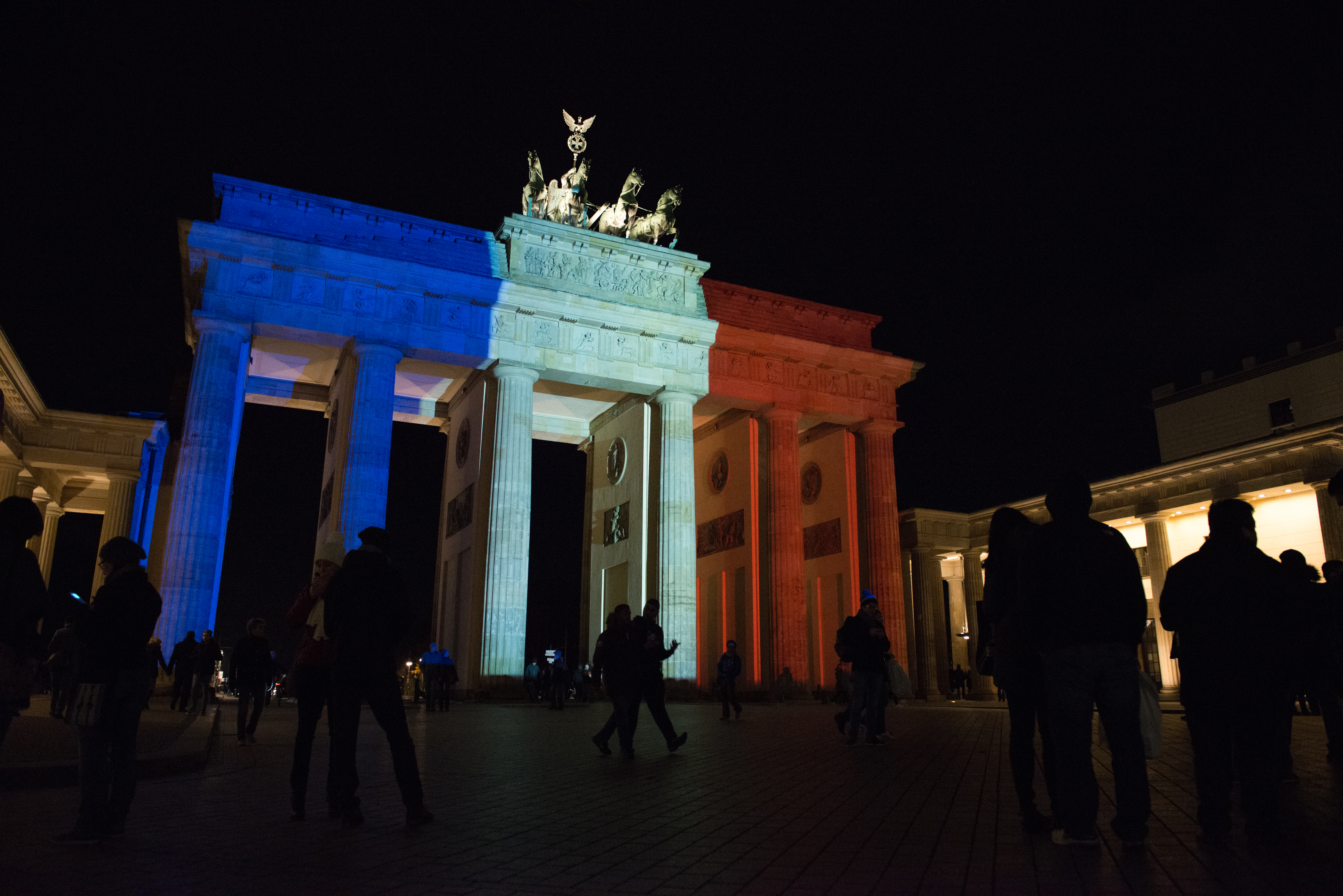
De Brandenburger Tor in Berlijn was een van de vele wereldmonumenten die verlicht waren in de kleuren van de Franse vlag na de aanslagen in Parijs in november 2015.

Lafayette's haan van Frankrijk werd aangenomen in juli 1789, een moment van nationale eenheid dat al snel vervaagde. Royalisten begonnen witte kokades te dragen en witte vlaggen te voeren, terwijl de jakobijnen en later de socialisten de rode vlag voerden. De driekleur, een combinatie van koningsgezind wit en republikeins rood, werd gezien als een symbool van gematigdheid en van een nationalisme dat factievorming oversteeg.
Op de website van de Franse overheid staat dat het witte veld de kleur van de koning was, terwijl blauw en rood de kleuren van Parijs waren.
De drie kleuren worden soms opgevat als de drie elementen van het revolutionaire motto, liberté (vrijheid: blauw), égalité (gelijkheid: wit), fraternité (broederschap: rood); naar deze symboliek werd bijvoorbeeld verwezen in Trois couleurs.
In de nasleep van de aanslagen in Parijs in november 2015 werden veel beroemde monumenten en stadions verlicht in de kleuren van de vlag om de slachtoffers te eren.

## De Franse vlag op schepen
Schepen die onder Franse vlag varen, zowel particuliere schepen, overheidsschepen als marineschepen, gebruiken een aangepaste versie van de nationale vlag. De banen van deze vlag worden, van stok naar vlucht, steeds breder. De onderlinge verhouding tussen de blauwe, de witte en de rode band is 30:33:37.

## Geschiedenis

### Koninkrijk Frankrijk
Tijdens de vroege middeleeuwen werd de oriflamme, de vlag van Sint-Denijs, gebruikt - rood, met twee, drie of vijf pieken. Oorspronkelijk was dit het koninklijke vaandel onder het Capetters. Het werd opgeslagen in de abdij van Sint-Denijs, waar het naartoe werd gebracht toen de oorlog uitbrak. Franse koningen trokken ten strijde voorafgegaan door de rode cape van Saint Martin, die de vorst moest beschermen, of door de rode banier van Sint-Denijs.
Later in de middeleeuwen werden deze kleuren geassocieerd met het regerende huis van Frankrijk. In 1328 was het wapen van het huis Valois blauw met gouden fleurs-de-lis omrand in rood. Vanaf die tijd werden de koningen van Frankrijk in vignetten en manuscripten afgebeeld met een rode jurk onder een blauwe mantel versierd met gouden fleurs-de-lis. Karel V van Frankrijk veranderde het ontwerp in een groep van drie in ongeveer 1376; deze twee mantels staan in heraldische terminologie bekend als respectievelijk France Ancient en France Modern.
Tijdens de Honderdjarige Oorlog werd Engeland herkend aan een rood kruis, Bourgondië aan een rood andreaskruis en Frankrijk aan een wit kruis. Dit kruis kon zowel op een blauw als op een rood veld staan. Het blauwe veld werd uiteindelijk de gemeenschappelijke standaard voor Franse legers. De Franse regimenten kregen later het witte kruis als standaard toegewezen, met hun eigen kleuren in de kantons. De Franse vlag van een wit kruis op een blauw veld is nog steeds te zien op sommige vlaggen die ervan zijn afgeleid, zoals die van Québec.
De vlag van Jeanne d'Arc tijdens de Honderdjarige Oorlog wordt in haar eigen woorden beschreven: "Ik had een vaandel waarvan het veld was besprenkeld met lelies; de wereld was er op geschilderd, met aan elke kant een engel; het was wit van de witte stof die 'boccassin' werd genoemd; er stond boven geschreven, geloof ik, 'JHESUS MARIA'; het was omzoomd met zijde." Jeanne's vaandel leidde tot het prominente gebruik van wit op latere Franse vlaggen.
Vanaf de troonsbestijging van de Bourbons in Frankrijk werd het groene vaandel van de marine een effen witte vlag, het symbool van zuiverheid en koninklijk gezag. De koopvaardij kreeg "de oude vlag van de natie van Frankrijk", het witte kruis op een blauw veld. Er was ook een rode krik voor de Franse galeien. Een variant op de effen witte Bourbonvlag, een wit veld bezaaid met gouden fleur de lis, werd soms ook gezien.

De Oriflamme, de banier van de kapetters
? Vlag van Frankrijk onder de Capetiaanse dynastie sinds de twaalfde eeuw
? Vlag van Frankrijk onder de Capetiaanse dynastie sinds de veertiende eeuw
? De Koninklijke Banier van Frankrijk of "Bourbonvlag". Het huis Bourbon regeerde over Frankrijk van 1589 tot 1792 en opnieuw van 1815 tot 1848.
? De koninklijke standaard van Frankrijk (ontwerp 1643)
? ? Variant koninklijke standaard van Frankrijk (ontwerp 1643)
? ? Variant koninklijke standaard van Frankrijk (ontwerp 1643)
? De Koninklijke standaard van Frankrijk (ontwerp 1814)

### DeTricolore

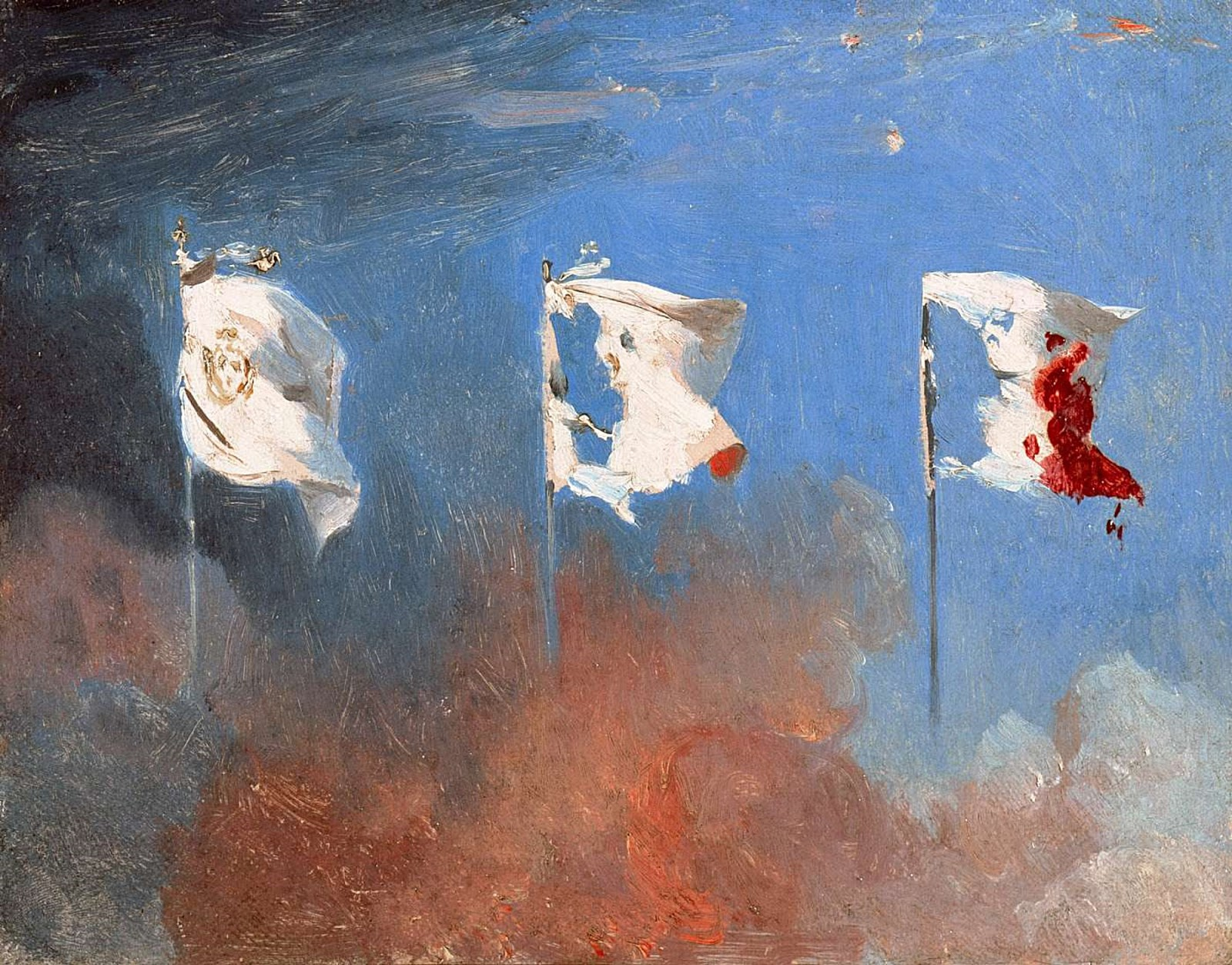
De witte vlag van de monarchie veranderde in de Tricolore als gevolg van de Julirevolutie. Schilderij van Léon Cogniet (1830)

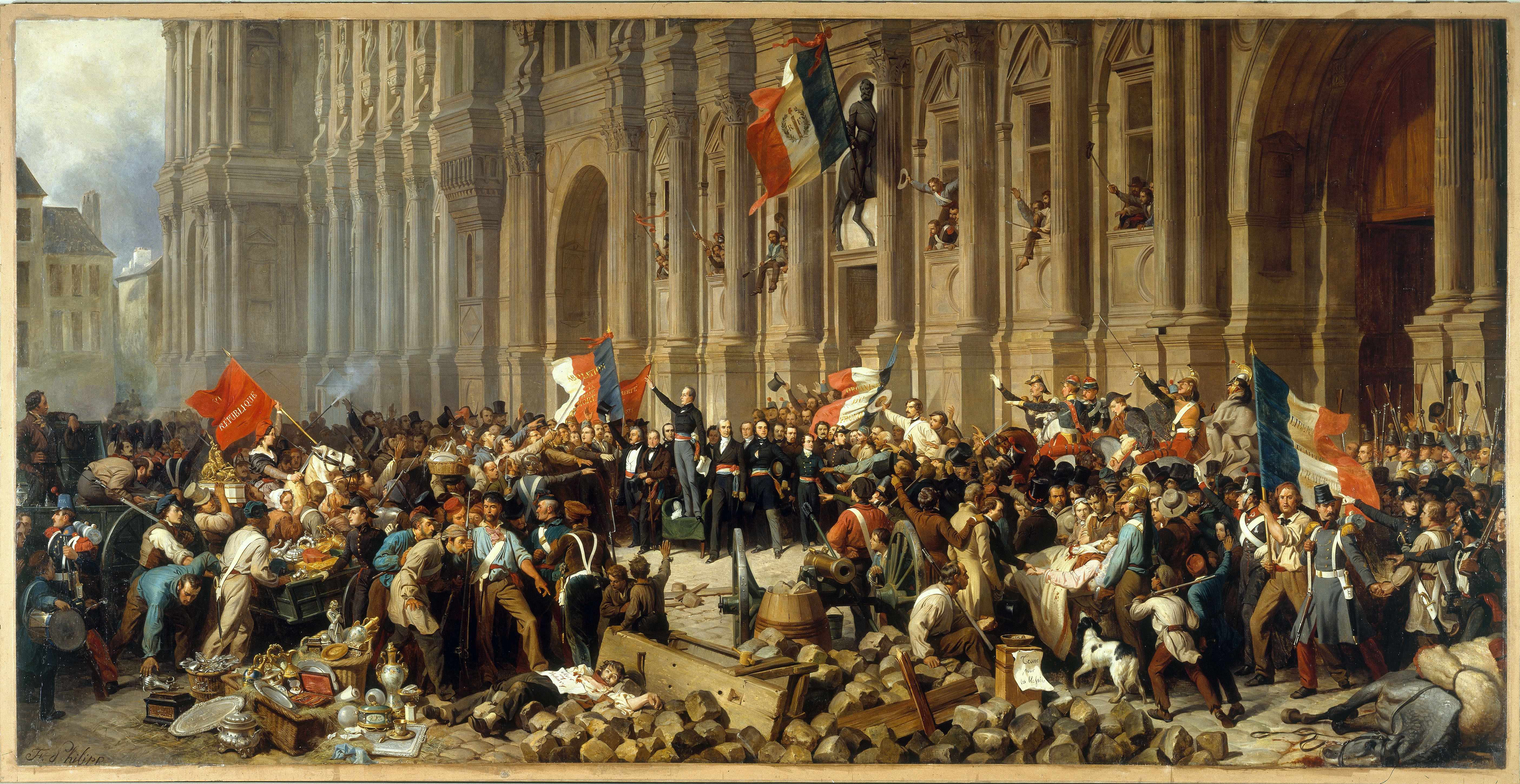
Lamartine, voor het Stadhuis van Parijs, Parijs, verwerpt de Rode Vlag, 25 februari 1848. Door Henri Felix Emmanuel Philippoteaux

De horizontaal gestreepte rood-wit-blauwe vlag van Nederland was de oorspronkelijke inspiratie voor het kleurenschema dat de Franse revolutionairen gebruikten na de Franse Revolutie in 1789. De Franse driekleurige vlag is dan ook afgeleid van de kokarde van Frankrijk die tijdens de Franse Revolutie werd gebruikt. Dit waren ronde rozetachtige emblemen die aan de hoed waren bevestigd. Camille Desmoulins vroeg zijn volgelingen op 12 juli 1789 om groene kakodes te dragen. De Parijse militie, gevormd op 13 juli, nam een blauwe en rode haan. Blauw en rood zijn de traditionele kleuren van Parijs en ze worden gebruikt op het wapen van de stad. kokardes met verschillende kleurenschema's werden gebruikt tijdens de bestorming van de Bastille op 14 juli. De blauwrode kokarde werd op 17 juli gepresenteerd aan koning Lodewijk XVI in het Stadhuis van Parijs. Lafayette pleitte voor de toevoeging van een witte streep om het ontwerp te "nationaliseren". Op 27 juli werd een driekleurige kokarde aangenomen als onderdeel van het uniform van de Nationale Garde, de nationale politiemacht die de militie opvolgde.
Een drapeau tricolore met verticale rode, witte en blauwe strepen werd goedgekeurd door de Grondwetgevende Vergadering op 24 oktober 1790. Vereenvoudigde ontwerpen werden gebruikt om te illustreren hoe de revolutie had gebroken met het verleden. De volgorde werd omgedraaid naar blauw-wit-rood, het huidige ontwerp, door een resolutie aangenomen op 15 februari 1794.
Toen de Restauratie werd hersteld na de nederlaag van Napoleon in 1815, werd de tricolore - met zijn revolutionaire connotaties - vervangen door een witte vlag, de vlag van voor de revolutie. Na de Julirevolutie van 1830 herstelde de "burgerkoning", Lodewijk Filips, de tricolore en sindsdien is het de nationale vlag van Frankrijk gebleven.
Na de omverwerping van Napoleon III kozen de kiezers een royalistische meerderheid in de Nationale Vergadering van de nieuwe Derde Republiek. Dit parlement bood vervolgens de troon aan aan de Bourbon-pretendent Henri, Comte de Chambord. Hij stond er echter op dat hij de troon alleen zou aanvaarden op voorwaarde dat de driekleur zou worden vervangen door de witte vlag. Aangezien de driekleur een gekoesterd nationaal symbool was geworden, bleek het onmogelijk om aan deze eis te voldoen. Plannen om de monarchie te herstellen werden uitgesteld en uiteindelijk geschrapt, en Frankrijk is sindsdien een republiek gebleven, met de driekleurige vlag.
Het Vichyregime, dat het woord "republiek" liet vallen ten gunste van "de Franse staat", behield het gebruik van de tricolore, maar Philippe Pétain gebruikte als zijn persoonlijke standaard een versie van de vlag met, in de witte streep, een bijl gemaakt met een met sterren bezette maarschalkstaf. Deze bijl wordt de "Francisque" genoemd als verwijzing naar de oude Frankische werpbijl. In dezelfde periode gebruikten de Vrije Franse Strijdkrachten een tricolore met in de witte streep een rood Kruis van Lotharingen.
De grondwetten van 1946 en 1958 stelden de "blauwe, witte en rode" vlag in als het nationale embleem van de Republiek.
Van de kleuren van de nationale vlag wordt soms gezegd dat ze verschillende bloemen voorstellen; blauw staat voor korenbloemen, wit voor margrieten en rood voor klaprozen.

De vlag van Parijs, bron van de blauwe en rode strepen van de driekleur
De haan van Frankrijk, ontworpen in juli 1789. Wit werd toegevoegd om een eerder blauw en rood ontwerp te "nationaliseren".
? De vlag van Frankrijk gebruikt van 1790 tot 1794
De vlag van Frankrijk gebruikt vanaf 1794 (onderbroken in 1815-1830 en in 1848)
? De Tweede Franse Republiek nam een variant van de driekleur aan voor een paar dagen tussen 24 februari en 5 maart 1848.
? De Franse tricolore met de koninklijke kroon en fleur-de-lys werd mogelijk ontworpen door Henri, graaf van Chambord, in zijn jonge jaren als een compromis, maar dat nooit officieel werd gemaakt en dat hij zelf afwees toen hem in 1870 de troon werd aangeboden.
Vanaf 1912 begon de Franse luchtmacht met het gebruik van roundels op militaire vliegtuigen, kort voor de Eerste Wereldoorlog. Vergelijkbare nationale kokardes, met een andere volgorde van kleuren, werden later door hun bondgenoten overgenomen als vliegtuig roundels.
? Persoonlijke standaard van Philippe Pétain, als hoofd van Vichy-Frankrijk.
? Vlag gebruikt door de Vrije Franse Strijdkrachten tijdens de Tweede Wereldoorlog; in het midden staat het Kruis van Lotharingen; later de persoonlijke standaard van president Charles de Gaulle, als leider van de Vrije Fransen.
De vlag van Frankrijk, donkerder rood en blauwe variant.
De vlag van Frankrijk, lichtere rode en blauwe variant.

## Koloniale vlaggen van Frankrijk
De meeste Franse koloniën gebruikten de gewone driekleur of een regionale vlag zonder de Franse vlag. Naast de vlaggen van de afzonderlijke koloniën voerden de gouverneurs-generaal van de Franse koloniën een vierkante vlag met een blauw veld en de Franse vlag in het kanton. Deze vlag hing onder de nationale vlag. Koloniale gouverneurs gebruikten een rechthoekige zwaluwstaartversie van deze vlag. Hieronder staan er uitzonderingen:

Vlag van Annam, deel van Frans Indochina (1923-1945)
Vlag van Laos, deel van Frans Indochina (1893-1953)
Vlag van Cambodja, deel van Frans Indochina (1863-1948)
Vlag van het Imamaat van Futa Jallon (1896-1912)
Vlag van de Autonome Republiek Togo (1957-1958)
Vlag van Frans Senegal (1958-1959)
Vlag van Frans-Equatoriaal-Afrika (1910-1958)
Vlag van Gabon (1959-1960)
Vlag van Opper-Volta (1959-1984)
Vlag gebruikt door sommige militaire eenheden in het Frans protectoraat van Tunesië (1881-1956)
Vlag van het Frans Mandaat Syrië (georganiseerd in vijf staten (Sanjak van Damascus, Sanjak van Aleppo, Alawitische Staat, Sanjak van Latakia, de Jebel Druze, Groot Libanon) (1920-1922)
Vlag van de Syrische Federatie (1922-1924) en later van de Staat Syrië (1924-1930)
Vlag van de Staat der Alawieten, later Sanjak van Latakia, in het Franse Mandaat van Syrië (1920-1936)
Vlag van de Staat Aleppo, in het Franse Mandaat van Syrië (1920-1924)
Vlag van de Staat Damascus, in het Franse Mandaat van Syrië (1920-1924)
Vlag van Dzjebel ed-Droez, in het Franse Mandaat van Syrië (1924-1936)
Vlag van Madagaskar, in het Franse Protectoraat (1885-1895)
Franse koopvaardijvlag in Frans-Marokko (1919-1956)
Vlag van Vanuatu onder de Anglo-Franse Gemengde Marinecommissie (1887-1906)
Vlag van Tahiti onder het Protectoraat van Frankrijk (1842-1880)
Vlag van de staat Groot-Libanon tijdens het Franse mandaat (1920-1946)
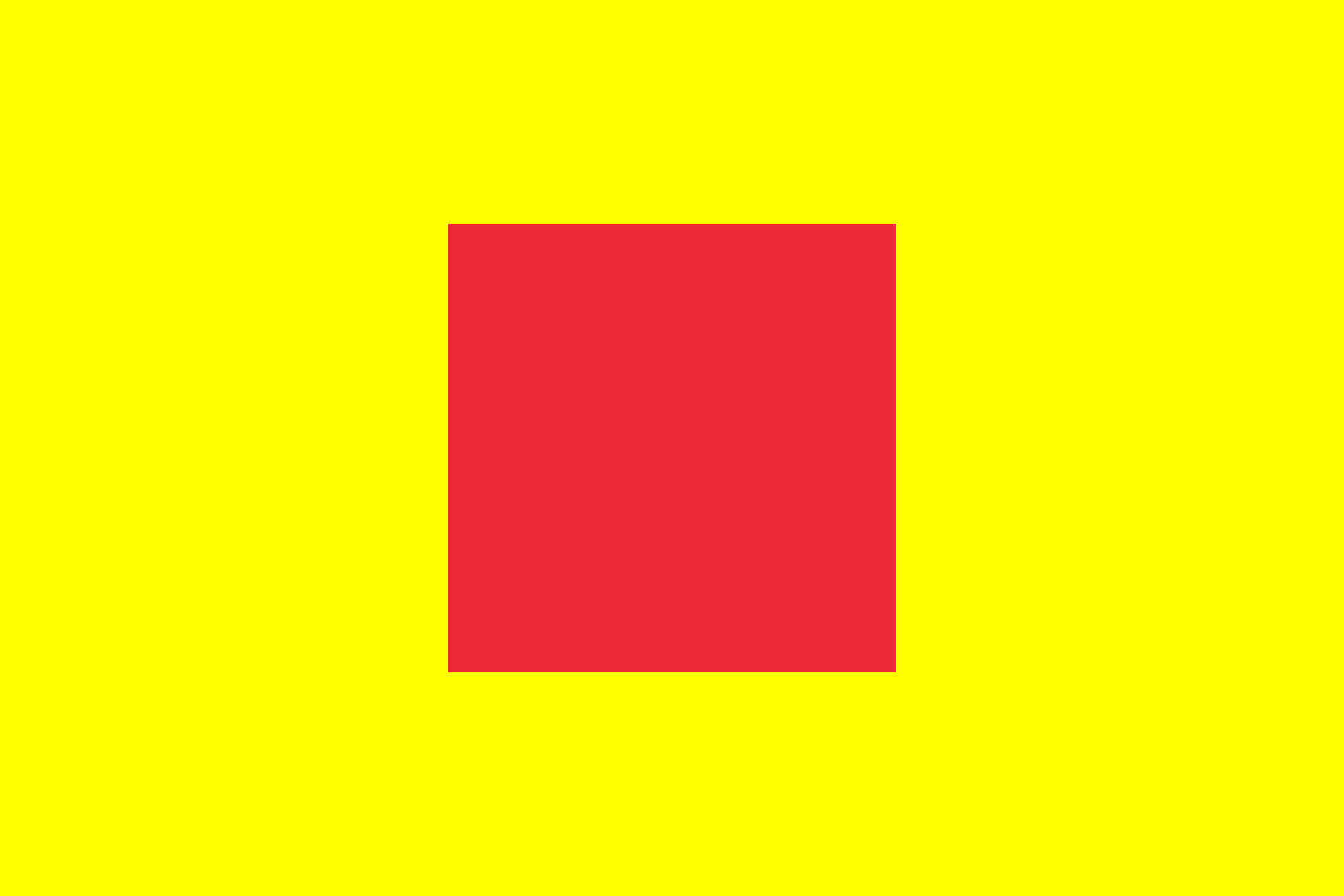
Vlag van de Tai Dón (1944-1953)
Vlag van het Montagnard-land Zuid-Indochina (1946-1950)
Vlag van het Tai Autonoom Gebied (1946-1950)
Vlag van de Sip Song Chau Tai (1950-1955)
Vlag van de Tày (1947-1954)
Vlag van het autonome gebied Nùng (1947-1954)
Vlag van de Mường Autonome Regio (1948-1954)
Vlag van het Franse protectoraat Wallis en Futuna (Uvea) (1860-1886)
Vlag van de Franse kolonie Frans-Soedan (1892-1959)
Voorgestelde vlag van Frans-Congo (1959)
Vlag van het protectoraat Saarland (1947-1956)
Officieuze vlag van Saint-Barthélemy
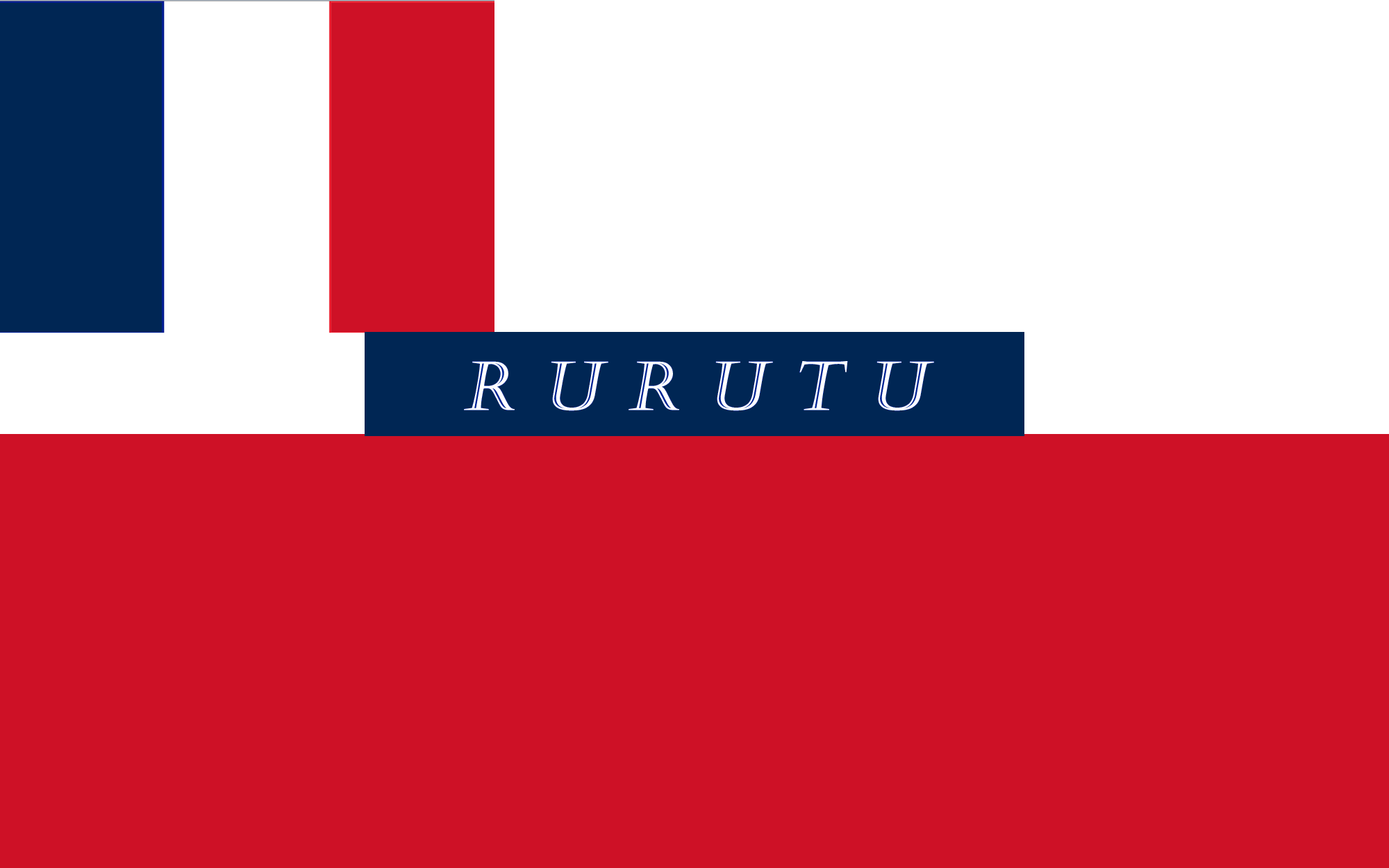
Vlag van het Franse protectoraat Rurutu in Frans-Polynesië (1889-1900)
Vlag van een Franse gouverneur
Vlag van het Franse protectoraat Rimatara, deel van Frans-Polynesië (1891-1900)
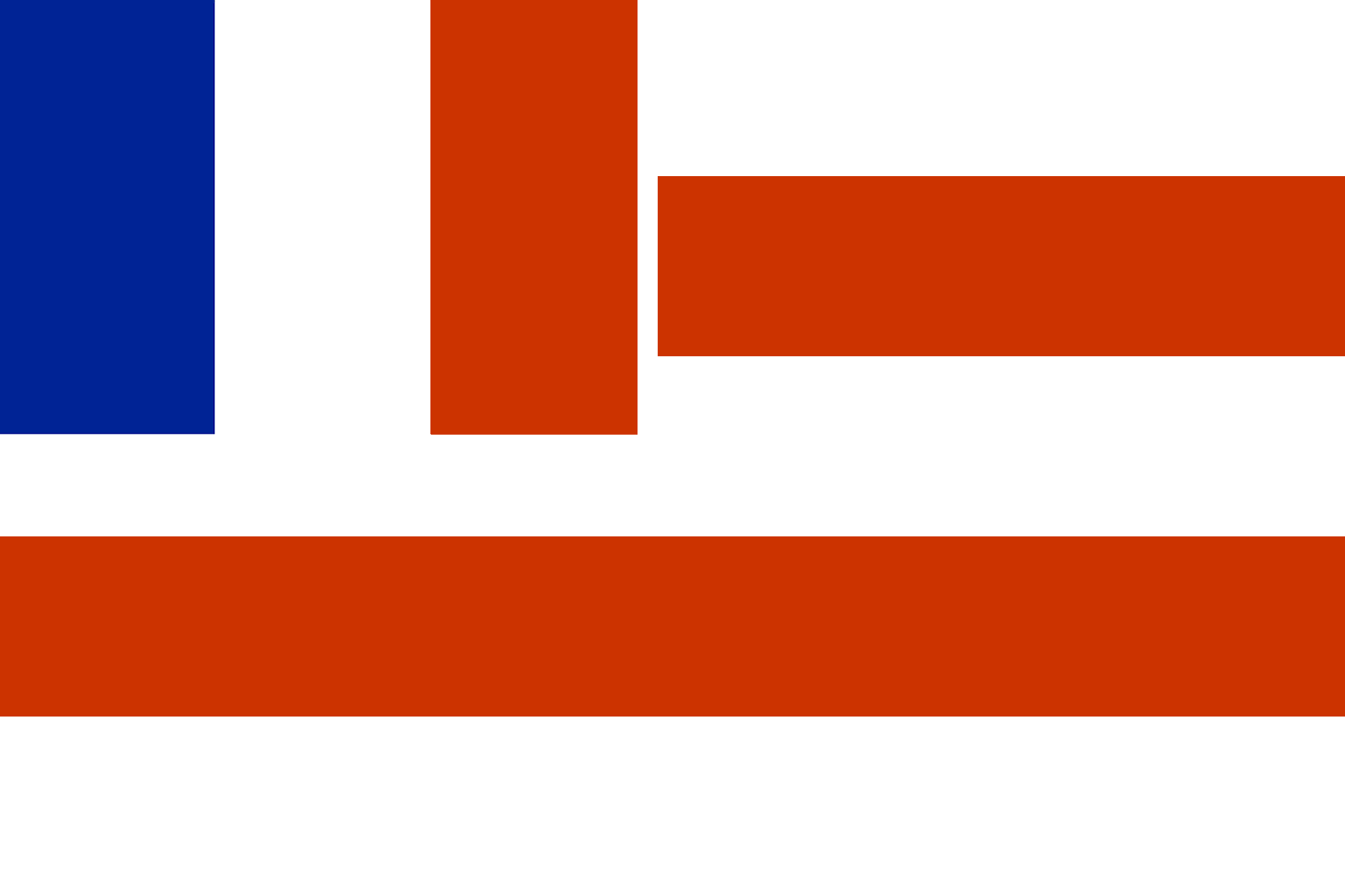
Vlag van het Franse Protectoraat Raiatea, deel van Frans-Polynesië (1880-1897)
Vlag van Frans-Polynesië
Algerijnse vaandel onder de Franse overheersing (1848-1910)
Vlag van de Franse gouverneur-generaal Pélissier (1848-1854)
Autovlag van gouverneur-generaal van Algerije Jacques Soustelle (1955-1956)
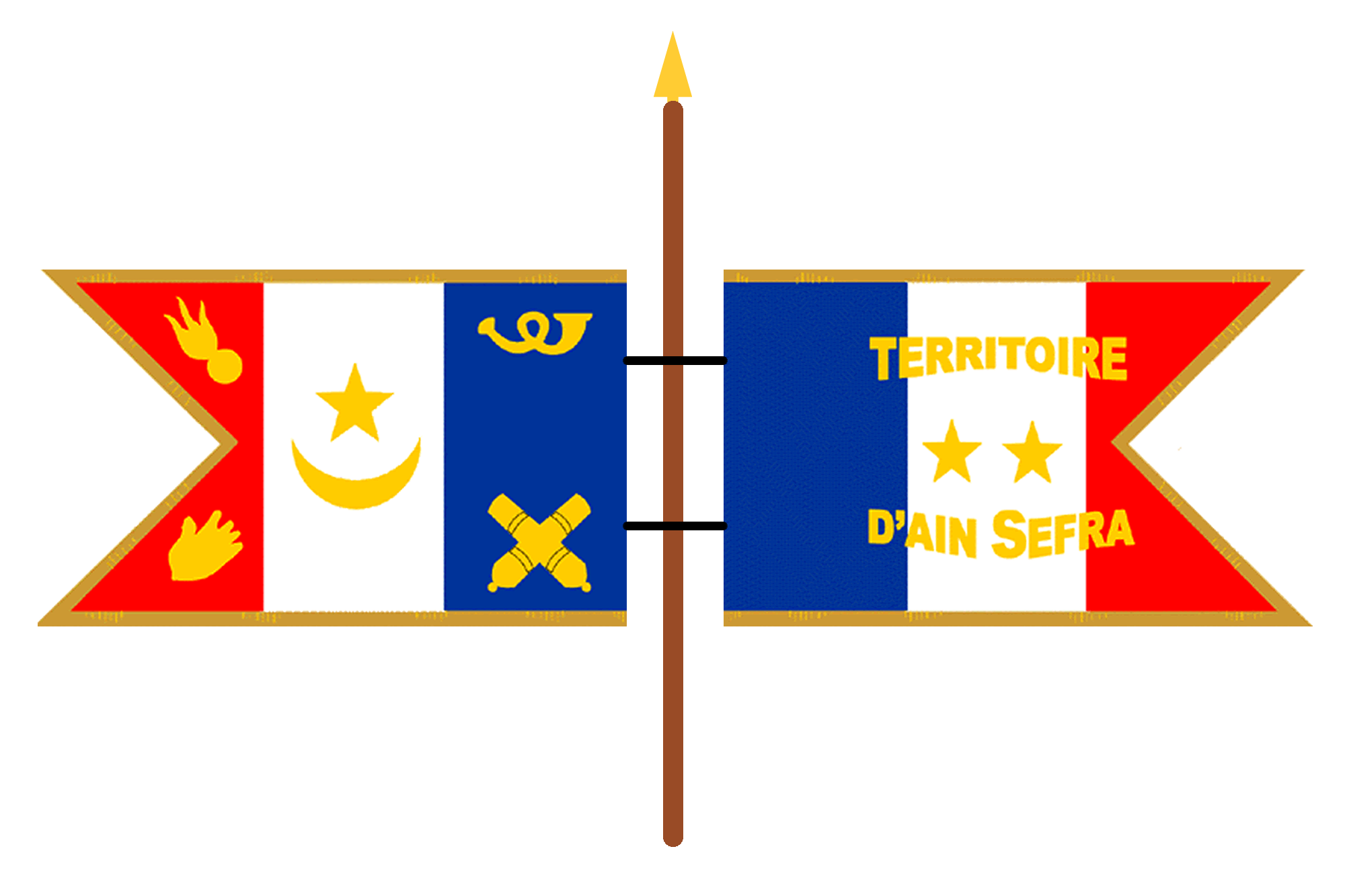
Vlag van Ain-Sefra en de voertuigvlag van generaal Laperrine (Frans-Algerije)
Vlag van het Franse protectoraat Wallis en Futuna (1886-1887)
Vlag van het Franse protectoraat Wallis en Futuna (1887-1910)
Vlag van het Franse protectoraat Wallis en Futuna (1910-1958)
Vlag van het Franse protectoraat Wallis en Futuna (1958-1985)
Huidige officieuze vlag van Wallis en Futuna
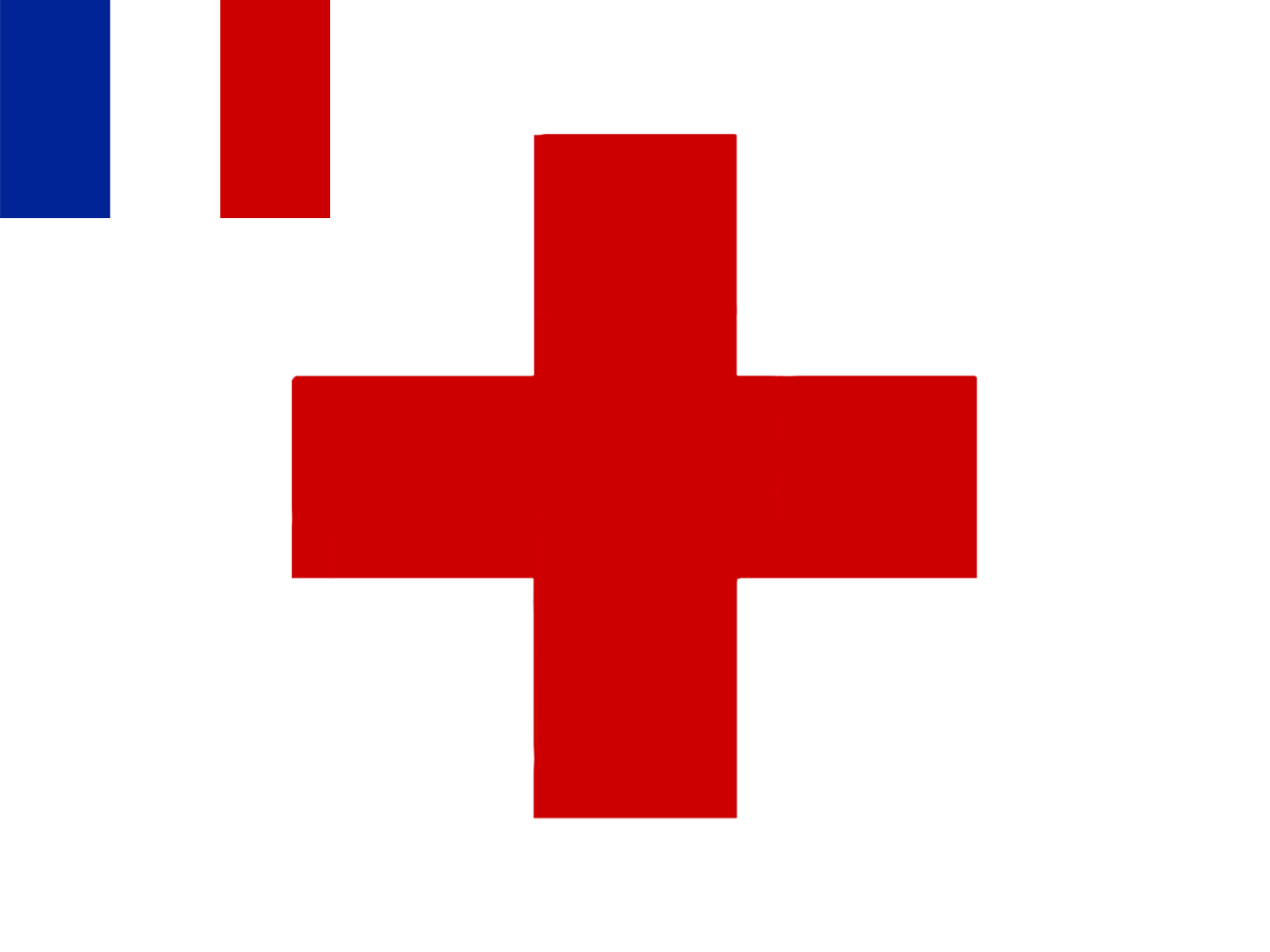
Vlag van de Franse Vereniging van Zeevaartwerken (1896-1935)
Franse vereniging van Straatsburg tot Rijnvaart
Vlag van de administrateur van de Franse Zuidelijke Gebieden (1958-2005)
Vlag van de Franse Zuidelijke Gebieden
Onofficiële vlag van Louisiana (1861)

## Galerij

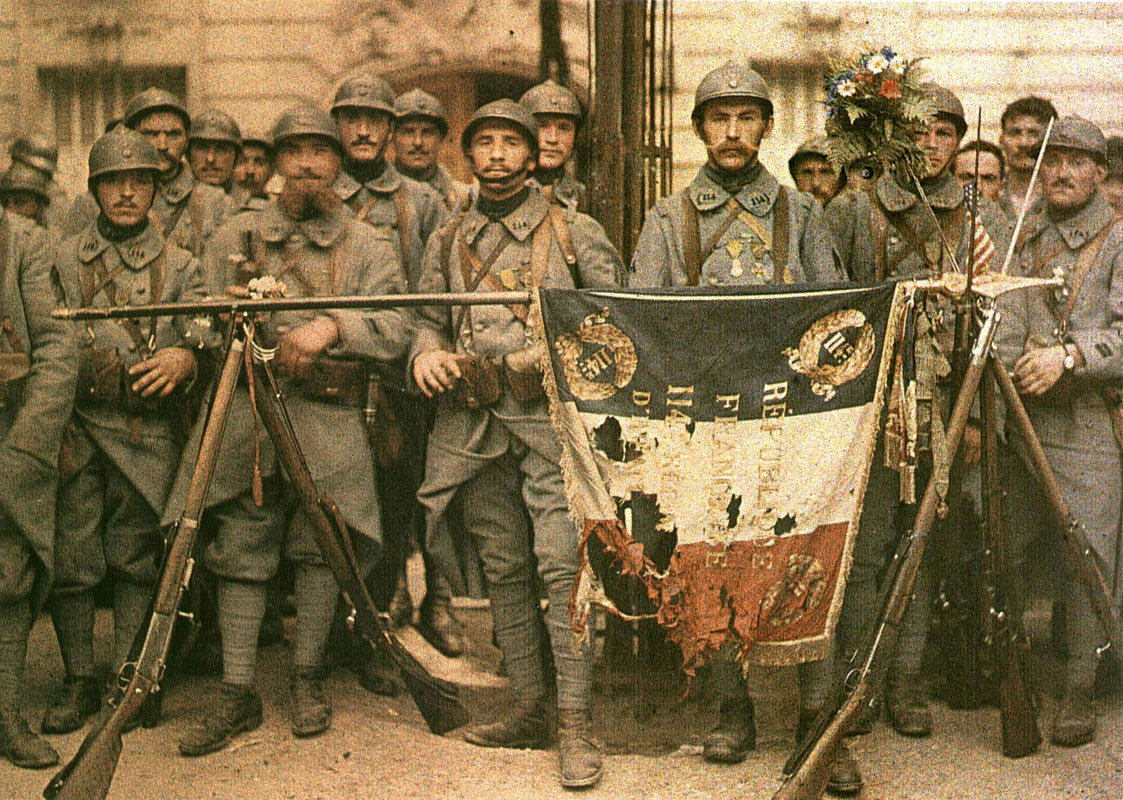
Franse regimentsvlag, Parijs, autochroom gedateerd 1917
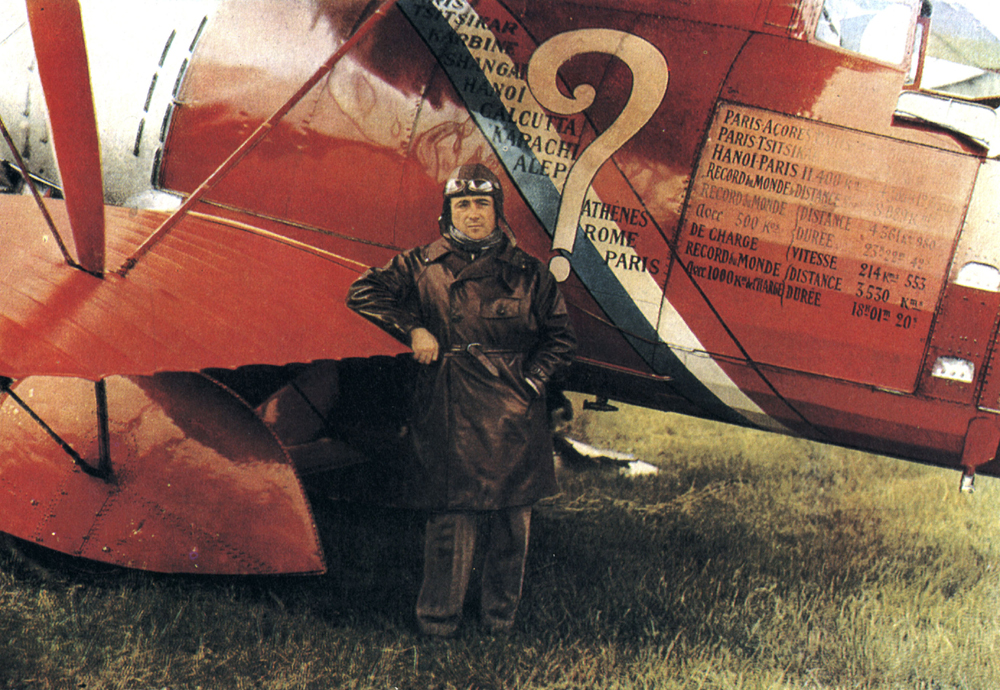
Vlag van Frankrijk, kleurenfotografie uit 1930
Vlag van Frankrijk, Cherbourg, op een Kodachrome-foto genomen in 1944, net na de Operatie Overlord.
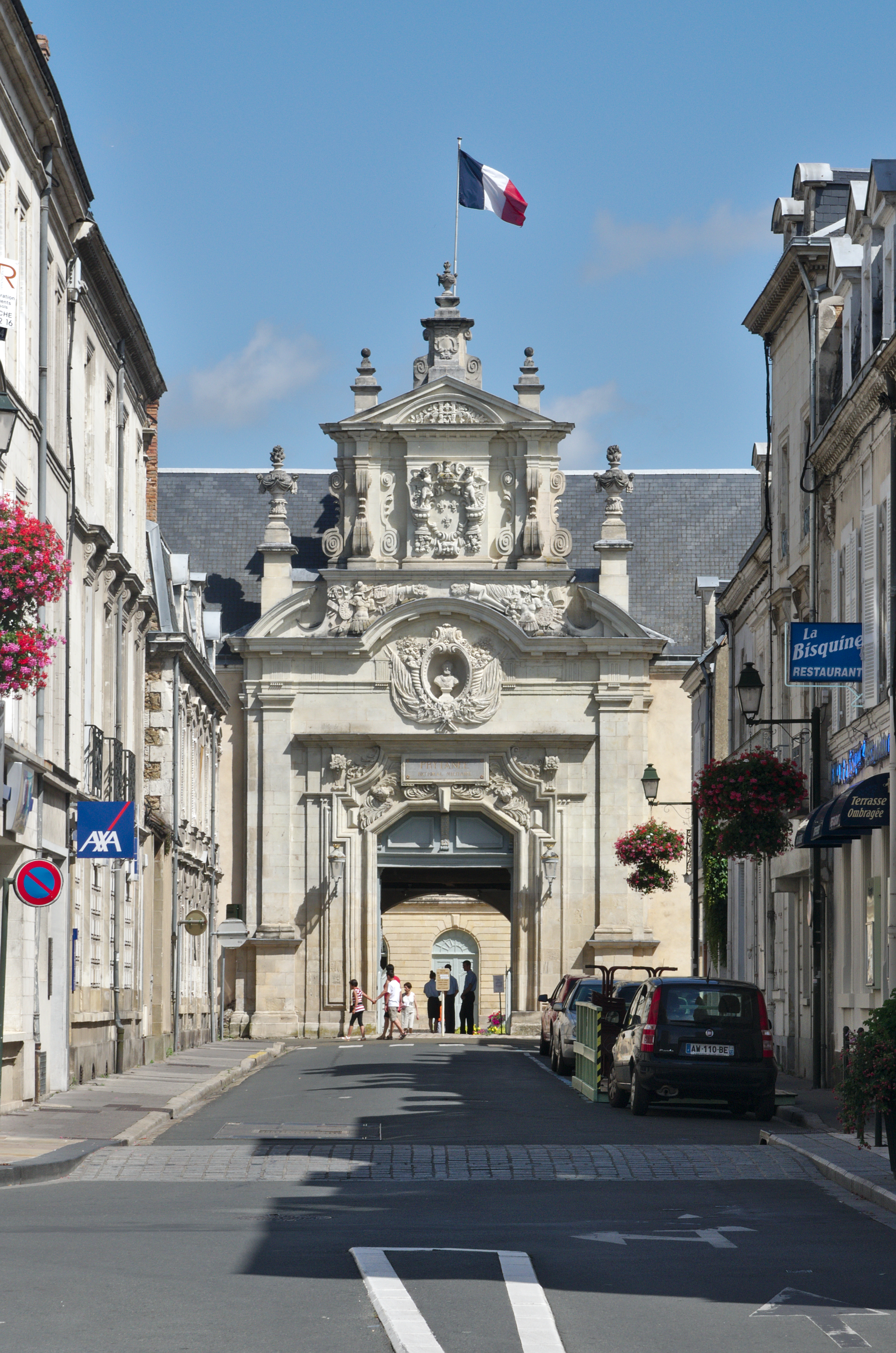
Franse vlag in La Flèche
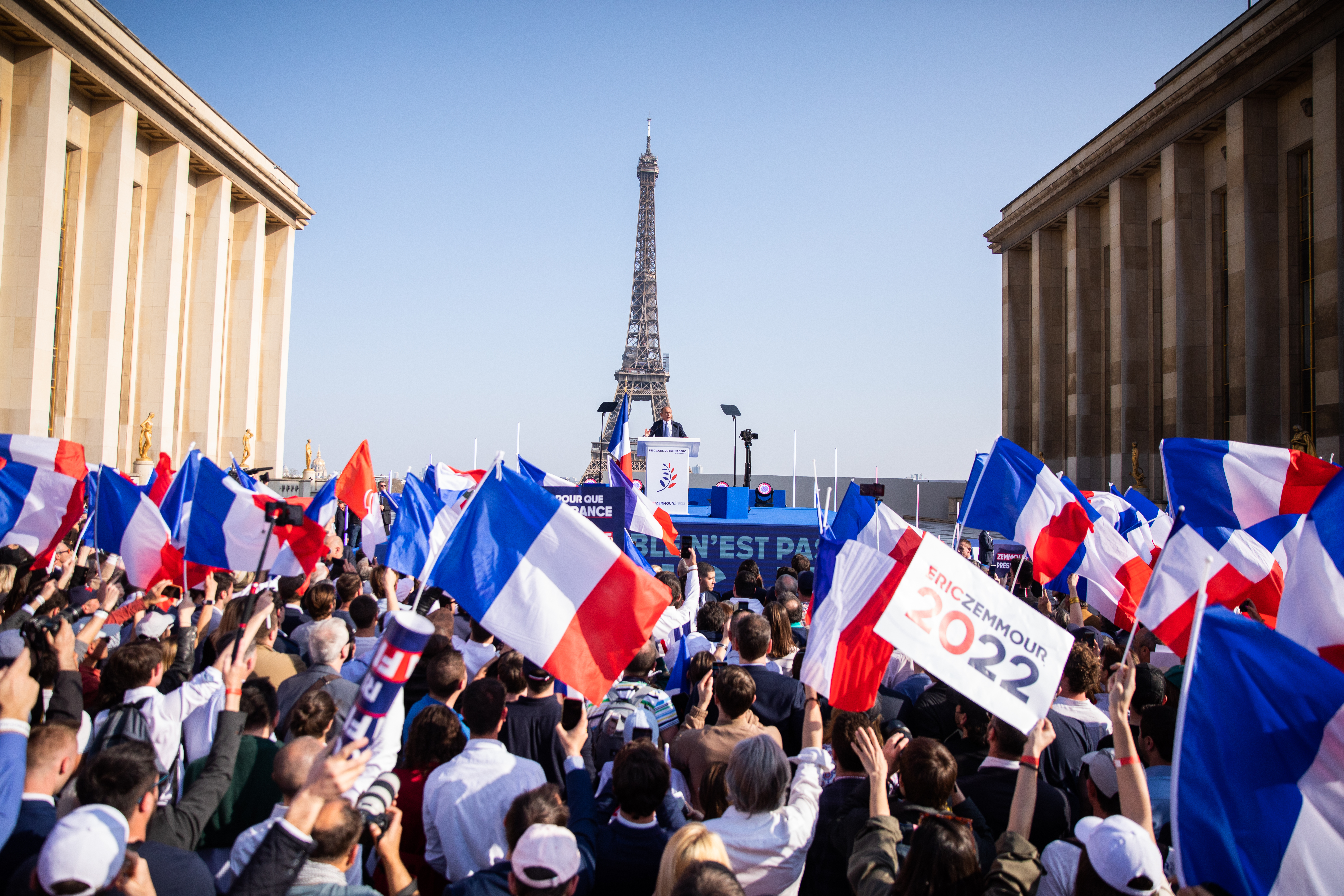
Franse vlaggen bij een bijeenkomst van presidentskandidaat Éric Zemmour (Parijs, 2022)